# دواتین دی.۱
دواتین دی. ۱ (به انگلیسی: Dewoitine_D.1) یک هواگرد ملخ‌پیشین تک‌موتوره از نوع هواپیمای جنگنده ساخت شرکت Dewoitine است. هواگرد دواتین دی. ۱ نخستین پروازش را در ۱۸ نوامبر ۱۹۲۲ میلادی انجام داد. در مجموع، تعداد ۵۰۰ فروند از این هواگرد ساخته شده‌است.
طراح این هواگرد، Emile Dewoitine بود.